# Bernardo Caprara
Bernardo Caprara (Livorno, 21 agosto 1723 – Larnaca, 12 novembre 1778) è stato un diplomatico italiano, al servizio della Repubblica di Venezia.

## Biografia
Nasce a Livorno dove il padre Antonio Giuseppe Gioacchino, originario di Venezia, è computista ducale al servizio di Cosimo III de' Medici, poi di Gastone de' Medici.
Nel 1737, anno della morte di Gastone, il padre ritorna a Venezia dove muore anch'esso dopo pochi mesi.
Dopo la morte del padre, Gastone, all'età di 14 anni, intraprende un viaggio di studio per apprendere le lingue. Il viaggio lo porta in Germania, Fiandra, Francia e poi, imbarcatosi a Marsiglia, raggiunge Costantinopoli, Smirne ed Aleppo. Impara il francese, il turco, l'arabo e, come scrive lui stesso in una lettera al Senato veneto, "...acquistai anco i lumi dei commerci ed il genio di quei popoli". Verrà nominato cancelliere e dragomanno presso il consolato veneto del Cairo che raggiungerà nel 1748 e poi vice console ad Alessandria d'Egitto. 
Dopo vent'anni verrà inviato a Cipro per reggere il consolato veneto a Larnaca con gli annessi scali di S. Giovanni d'Acri e Giaffa. 
I figli, anche dopo la sua morte (1778), saranno presenti con vari incarichi presso i consolati veneti in Egitto, Cipro e Siria fino alla Caduta della Repubblica di Venezia (1797).